# Achil
Achileas je mužské křestní jméno řeckého původu. Význam jména není přesně znám. Někdy bývá vykládáno z řeckého Achilleus jako "můj bratr". Jindy z řeckého ochejlos jako "bez ryb, bez rtů". Vykládá se také jako "syn hada". Případně se také spojuje s řekou Achélóos u Tróje. Další varianty jména jsou Achiles, Achilles, Achilleas, Achil.
Podle maďarského kalendáře má svátek 2. listopadu.

## Domácké podoby
Achilek, Lešek

## Achileas v jiných jazycích
- Anglicky, latinsky, maďarsky, nizozemsky, polsky, slovensky: Achilles
- Francouzsky, italsky: Achille
- Dánsky, estonsky, lucembursky, německy: Achilleus
- Rusky: Achill nebo Achillij
- Portugalsky, španělsky: Aquiles
- Islandsky, norsky, švédsky: Akilles
- Finsky: Akhilleus
- Litevsky: Achilas
- Slovinsky: Ahil
- Maltsky: Akille
- Rumunsky: Ahile
- Turecky: Aşil

## Známí nositelé jména
- Achilles – postava z řecké mytologie
- Achilles Alferaki – ruský hudební skladatel a státník
- François Achille Bazaine – francouzský maršál
- Achille Devéria – francouzský malíř, ilustrátor a litograf
- Ambrogie Damiano Achille Ratti – papež
- Achilles Tatius – starořecký spisovatel